# Cyber Shadow
Cyber Shadow est un jeu vidéo de plates-formes à défilement horizontal et d'action créé par le développeur indépendant finlandais Mechanical Head Studios et édité par Yacht Club Games, sorti en janvier 2021 sur PlayStation 4, PlayStation 5, Xbox One, Xbox Series, Nintendo Switch et PC. Doté d'une esthétique graphique 8 bits, il suit l'histoire d'un ninja cybernétique nommé Shadow qui vise à sauver son clan dans un monde envahi par les machines.
Le jeu est principalement développé par Aarne Hunziker, qui est le seul membre de Mechanical Head Studios. Il a été présenté pour la première fois à PAX East 2019, après avoir été en développement des années auparavant et annoncé silencieusement avant cet événement.

## Système de jeu
Cyber Shadow est un jeu de plateforme à défilement horizontal dans lequel les joueurs contrôlent un personnage qui combat des ennemis à l'épée et possède diverses capacités spéciales acquises comme sous-armes. Il présente une esthétique 8 bits, partageant des similitudes avec Shatterhand et contient plusieurs éléments de jeu de Ninja Gaiden, Mega Man, Castlevania et d'autres jeux similaires,. Plusieurs boss sont présents,.

## Trame
L'intrigue du jeu suit Shadow, un cyborg qui vise à sauver son clan déchu dans un monde envahi par des formes de vie synthétiques, les récoltant pour leurs pouvoirs,. Il se situe spécifiquement dans les ruines de Mekacity,,.